# 葛城 (千葉市)
葛城（かつらぎ）は、千葉市中央区の地名。現行行政地名は葛城一丁目、葛城二丁目、葛城三丁目。郵便番号は260-0853。

## 概要
千葉市のほぼ中央に位置する。町域のほとんどが住宅地によって占められている。町内及びその周辺には、千葉大学医学部や、千葉県立千葉中学校・高等学校、千葉県立中央図書館、千葉県文化会館などが所在し、文教地区としての特色もみられる。

## 歴史

### 地名の由来
千葉市立千葉高等女学校（現在は移転し、跡地は千葉市立葛城中学校となっている。）のあった葛城台という地名に由来する。

### 沿革
- 1936年（昭和11年） - 町名改正によって大字千葉寺字弁天台、天神台、天神作、宮名部、原台、板取、大矢作台、矢作台、春日の全域および弁財天、八縄、寺後、大字寒川北大堤の一部をもって葛城町が成立する[6]。
- 1973年（昭和48年）1月1日 - 葛城町の全域および亥鼻町、青葉町の一部が葛城1～3丁目となる[7]。
- 1992年（平成4年）4月1日 - 千葉市が政令指定都市へ移行し、中央区の一部となる。

## 世帯数と人口
2022年（令和4年）現在の世帯数と人口は以下の通りである。
| 町丁       | 世帯数  | 人口    |
| ---------- | ------- | ------- |
| 葛城一丁目 | 361世帯 | 737人   |
| 葛城二丁目 | 712世帯 | 1,120人 |
| 葛城三丁目 | 639世帯 | 1,186人 |

## 小・中学校の学区
市立小・中学校に通う場合、学区は以下の通りとなる。
| 番地 | 小学校           | 中学校             |
| ---- | ---------------- | ------------------ |
| 全域 | 千葉市鶴沢小学校 | 千葉市立葛城中学校 |

## 交通

### バス
- 葛城町（小湊鉄道バス）

### 鉄道・軌道
町内には停留所等は所在していないが、隣接する長洲には所在している。
- 県庁前駅（千葉都市モノレール1号線）
- 本千葉駅（外房線・内房線）

## 教育
- 千葉県立千葉中学校・高等学校
- 千葉市立葛城中学校